# التنوع الوظيفي (الإعاقة)
يعد التنوع الوظيفي مصطلحًا صحيحًا سياسيًا واجتماعيًا للاحتياجات الخاصة والإعاقة والعجز، والذي بدأ استخدامه في إسبانيا في الكتابة العلمية، بمبادرة من المتضررين مباشرة، في عام 2005.

## الاستخدام
يعمل هذا المصطلح على استبدال دلالات الازدراء وهو يقترح الانتقال إلى الشروط غير السلبية وغير المهينة وغير الهادفة إلى الرعي. من ناحية التبرير رسمي فان هذه العبارة يمكن العثور عليها في كتاب
El Modelo de la Diversidad by Agustina Palacios and Javier Romañach, 2007, (ردمك 978-84-96474-40-6)ISBN 978-84-96474-40-6.
امثلة على الاستخدام:
- «الأشخاص ذوي التنوع الوظيفي» بدلاً من «ذوي الاحتياجات الخاصة»
- «التنوع الوظيفي المادي»
- "التنوع الوظيفي للتنقل "الشخص الذي يستخدم الكرسي المتحرك" و"مستخدم الكرسي المتحرك"
- «التنوع الوظيفي الحركي»
- «التنوع الوظيفي البراعة»
- «التنوع الوظيفي المرئي» و«الأشخاص الذين يستخدمون قارئات الشاشة كوسيلة أساسية للوصول إلى جهاز كمبيوتر»
- «الأشخاص ذوو التنوع الوظيفي للمعالجة المرئية»
- «التنوع الوظيفي السمعي»
- «التنوع الوظيفي العقلي»
- «التنوع الوظيفي الفكري»
- «التنوع الوظيفي المعرفي»
- «التنوع الوظيفي العضوي»
- «التنوع الوظيفي الظرفي أو المؤقت»
- «شخص ذو تنوع وظيفي»
- «الأشخاص بدون تنوع وظيفي» بدلاً من «طبيعي» أو «صحي»
- «الناس بدون تنوع وظيفي»، «الأطفال الناميون عادة»

## معلومات اضافية
- Patston P. (30 أكتوبر – 15 نوفمبر 2007). "Constructive Functional Diversity: a new paradigm beyond disability and impairment". Disabil Rehabil. ج. 29 ع. 20–21: 1625–1633. DOI:10.1080/09638280701618778. PMID:17896220.